# Human Giant
Human Giant è un programma televisivo statunitense del 2007, creato da Aziz Ansari, Rob Huebel, Paul Scheer e Jason Woliner.
La serie è stata trasmessa per la prima volta negli Stati Uniti su MTV dal 5 aprile 2007 al 16 aprile 2008, per un totale di 14 episodi ripartiti su due stagioni. In Italia è stata trasmessa su MTV dal 15 giugno 2007.

## Struttura
Il programma consiste in brevi video umoristici. Alcune clip sono state incluse per la prima volta online come parte di Channel 101 NY, sotto il nome Shutterbugs. Human Giant ha guadagnato un vasto pubblico nella scena comica di New York attraverso spettacoli dal vivo presso la Upright Citizens Brigade e il loro spettacolo comico settimanale Crash Test.

## Episodi
| Stagione         | Episodi | Prima TV USA | Prima TV Italia |
| ---------------- | ------- | ------------ | --------------- |
| Prima stagione   | 8       | 2007         | 2007            |
| Seconda stagione | 6       | 2008         | 2008            |

## Personaggi e interpreti

### Personaggi principali
- Aziz / vari, interpretati da Aziz Ansari.
- Rob / vari, interpretati da Rob Huebel.
- Paul / vari, interpretati da Paul Scheer.

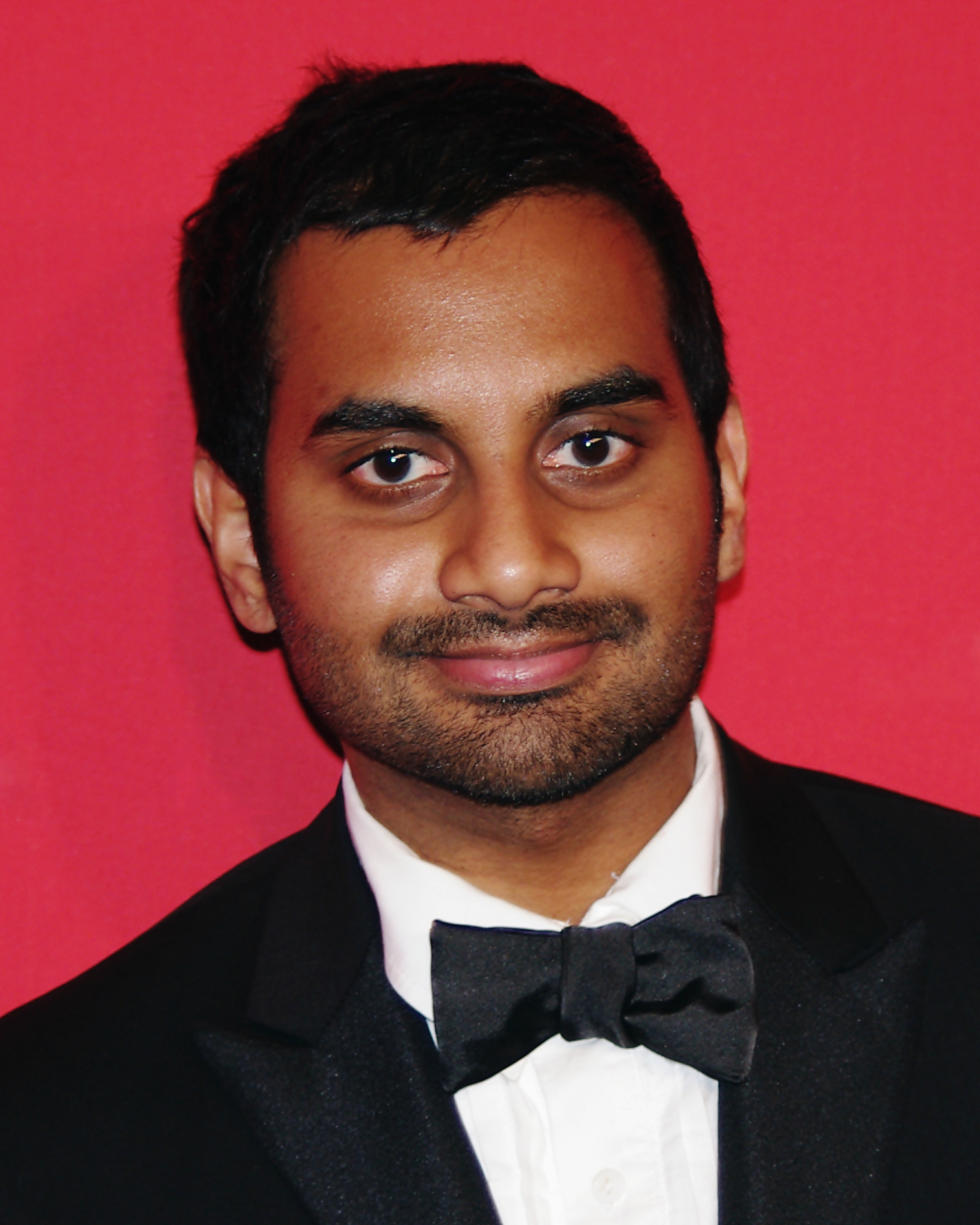
Aziz Ansari al Time 100 Gala del 2012
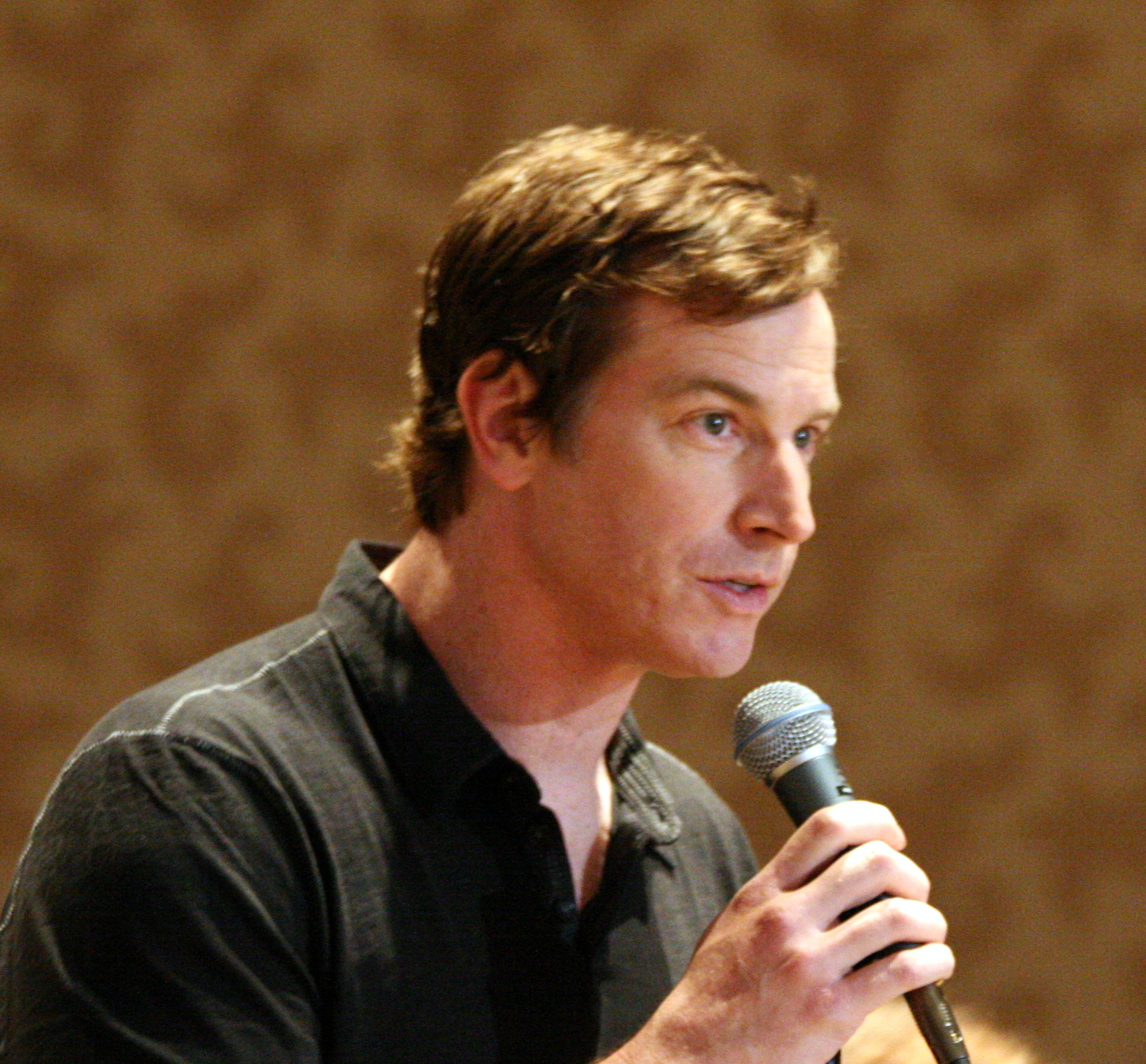
Rob Huebel al Comic-Con International nel 2012
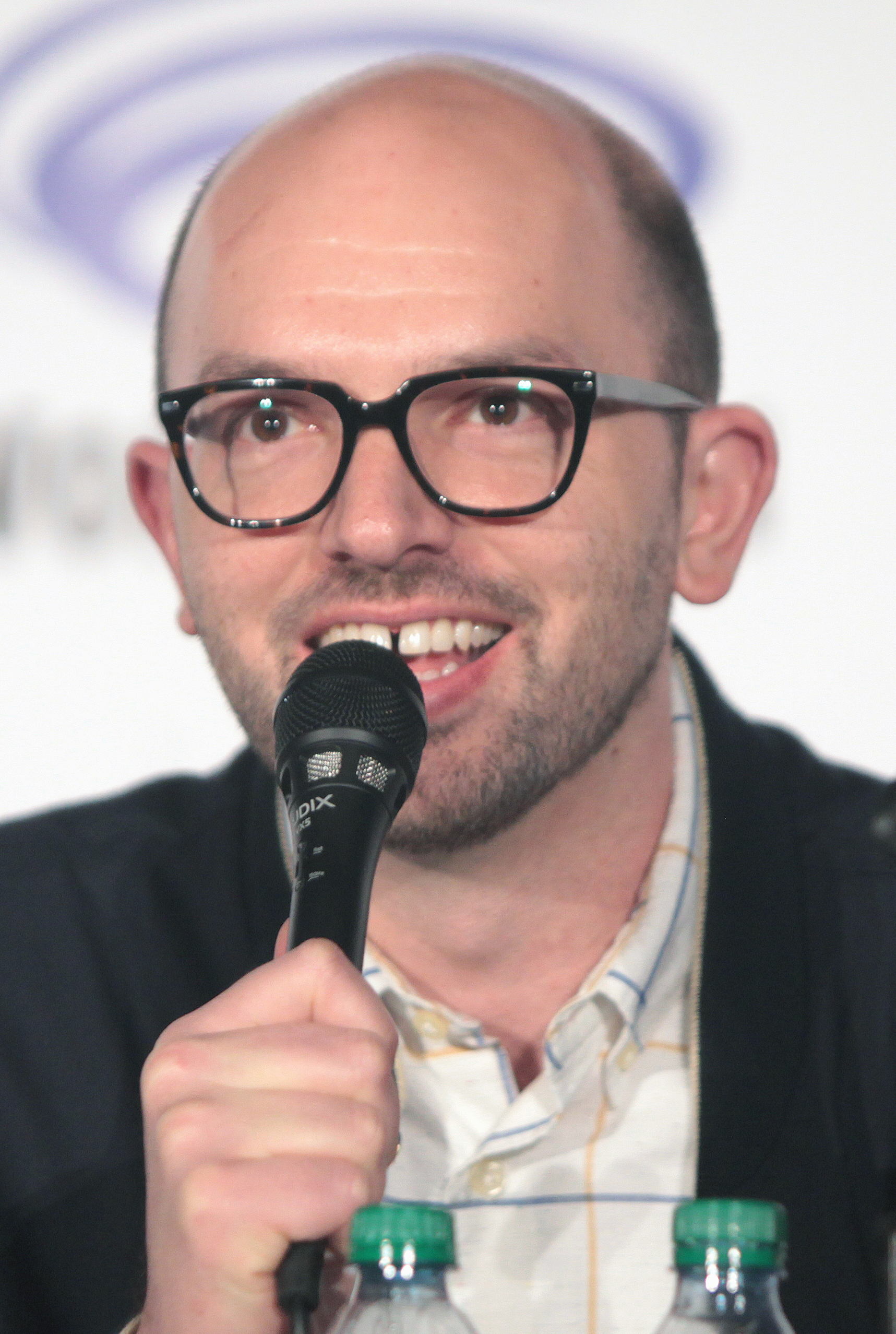
Paul Scheer al WonderCon nel 2016

### Personaggi ricorrenti
- Alex Timmons, interpretato da Marcus Shultz.
- Agente della Sugarplums / vari, interpretati da Matt Walsh.
- Jon, interpretato da Jon Glaser.
- Little Kevin, interpretato da Bill Hader.
- Hambone / vari, interpretati da Rob Riggle.
- Jonathan / vari, interpretati da Andy Samberg.
- Osama Bin Diesel / vari, interpretati da Andy Blitz.
- Direttore del cast / vari, interpretati da June Diane Raphael.
- Vari, interpretati da H. Jon Benjamin.
- Vari, interpretati da Alison Becker.
- Bobb'e J, interpretato da Bobb'e J. Thompson.
- Vari, interpretati da John Gemberling.

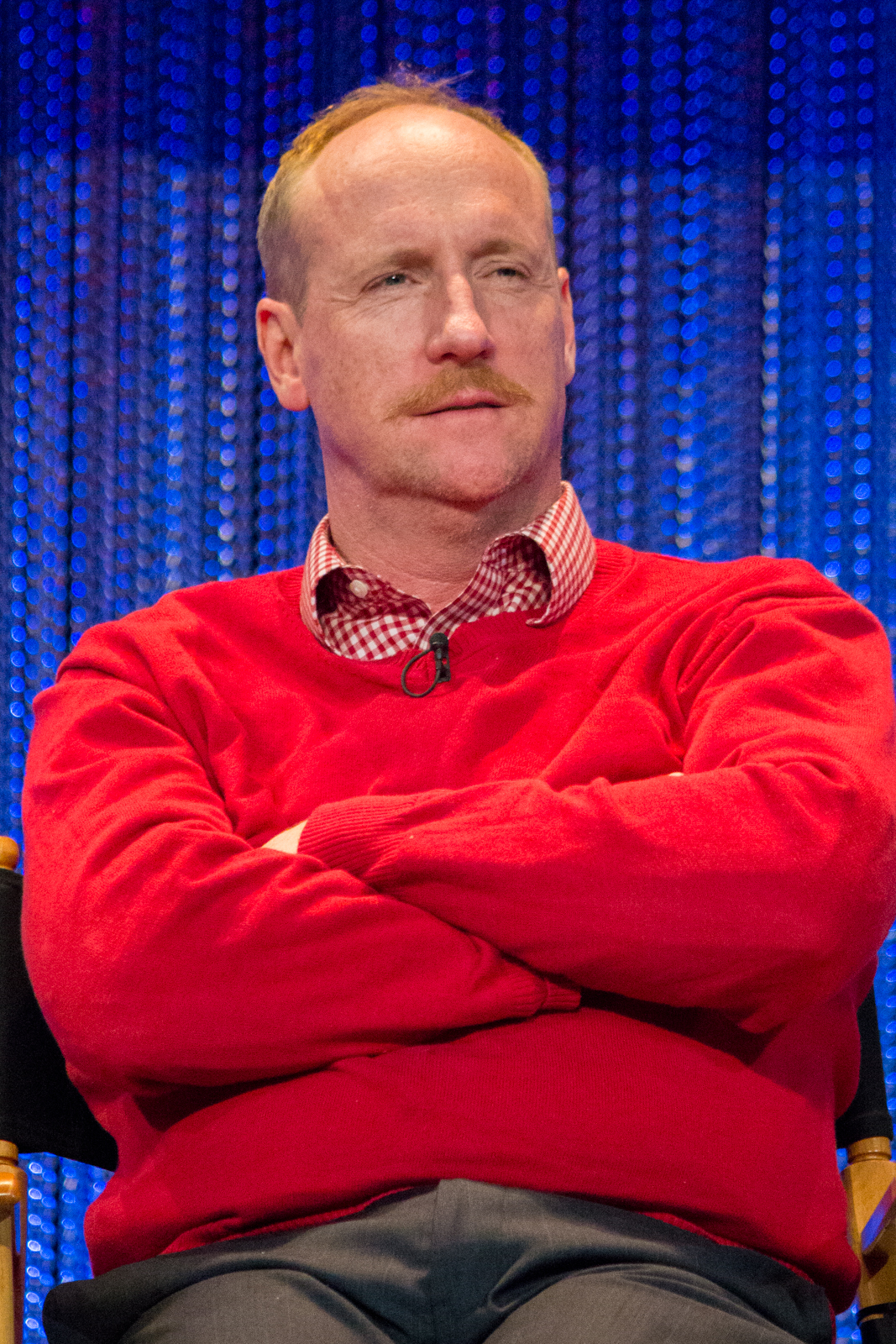
Matt Walsh al New York PaleyFest nel 2014
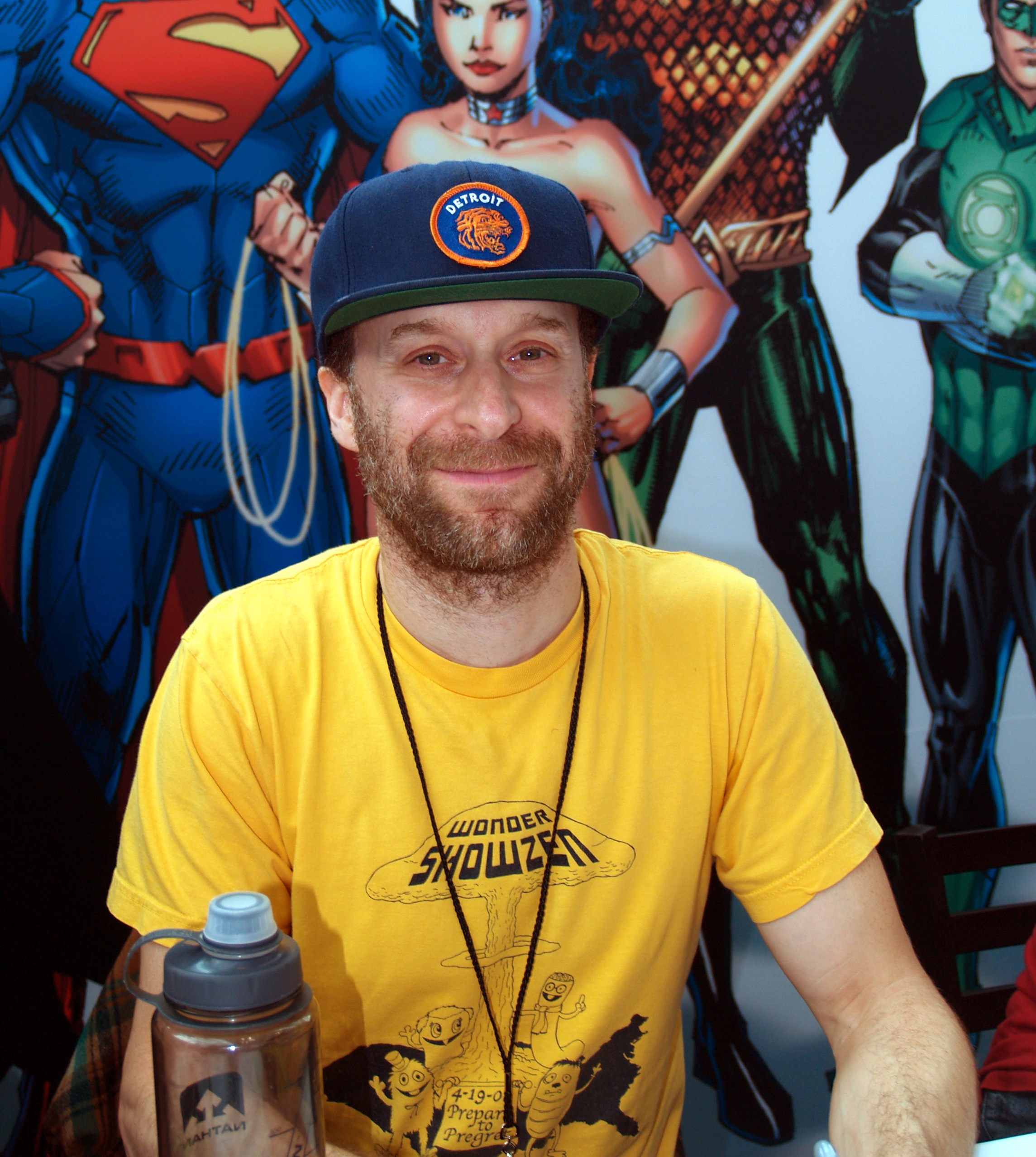
Jon Glaser al New York Comic Con nel 2015
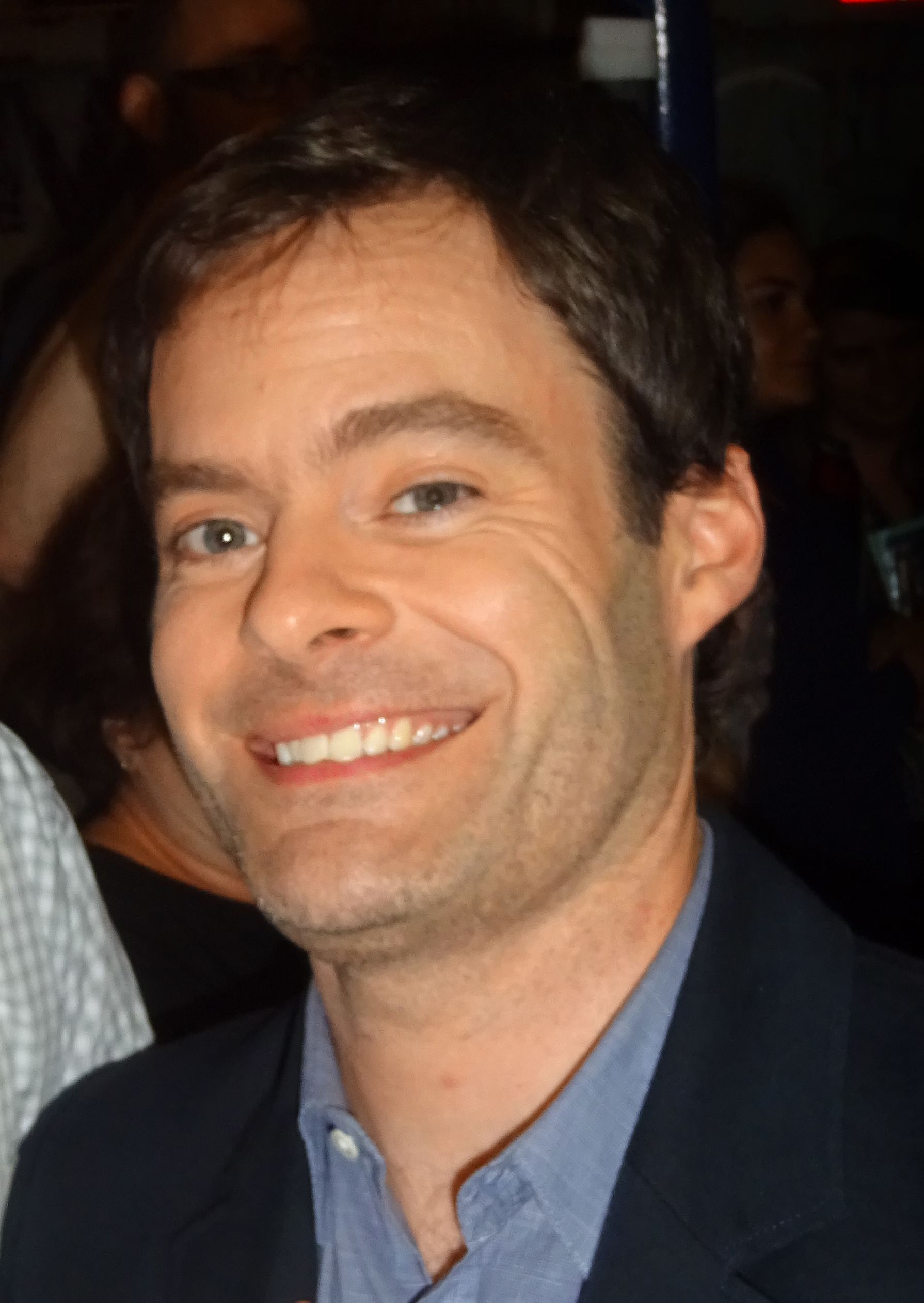
Bill Hader nel 2016
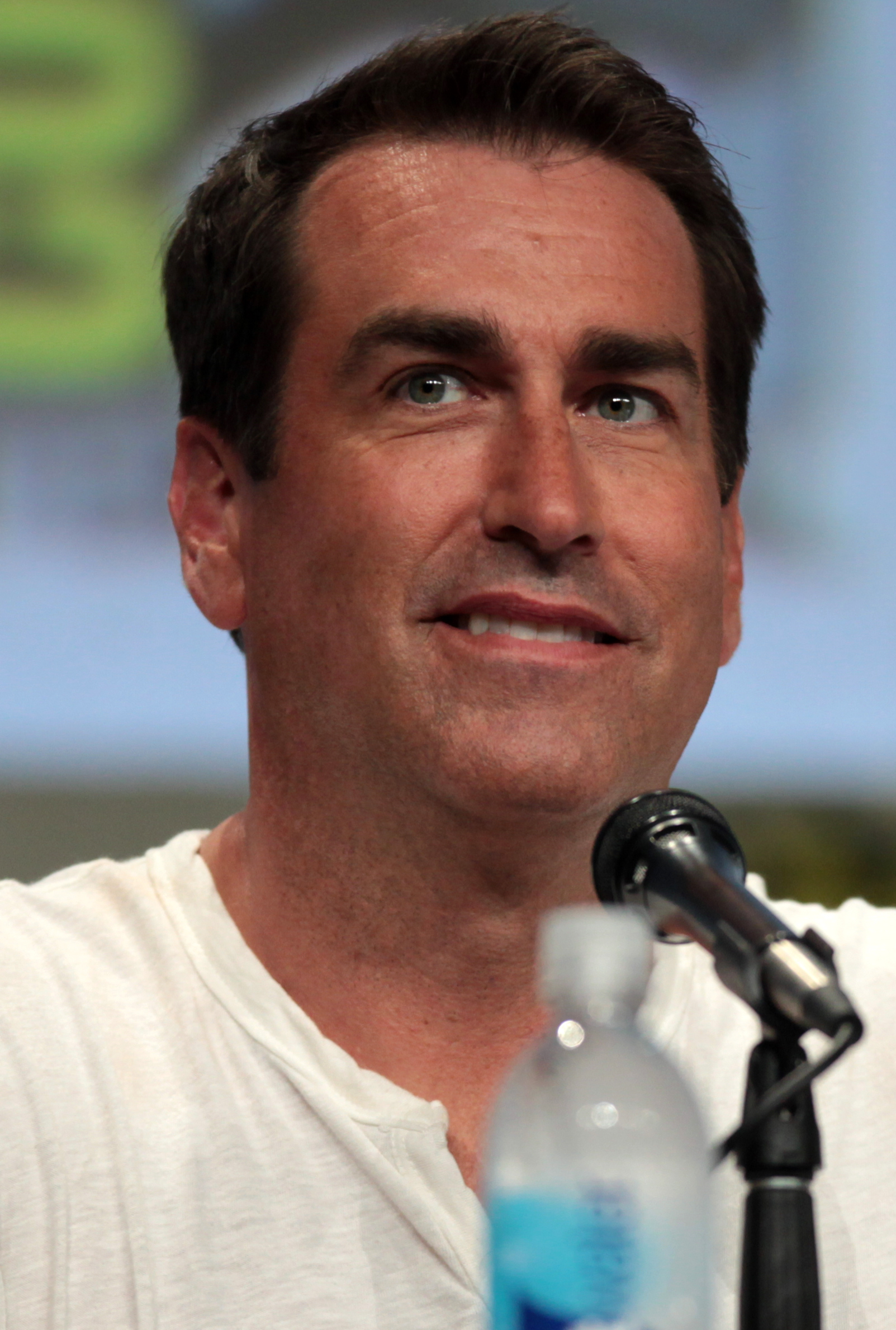
Rob Riggle al San Diego Comic-Con International nel 2014
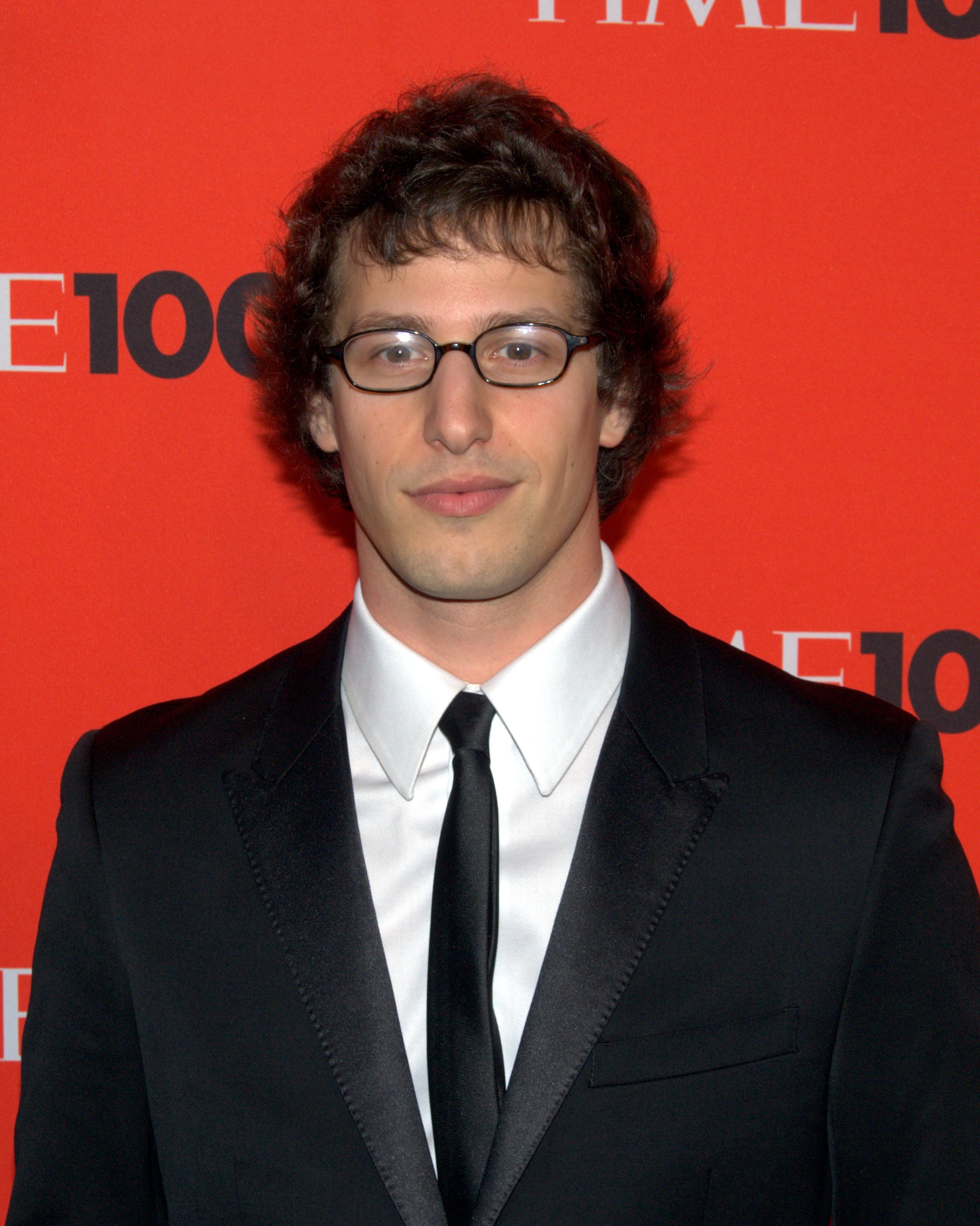
Andy Samberg al Time 100 Gala nel 2010
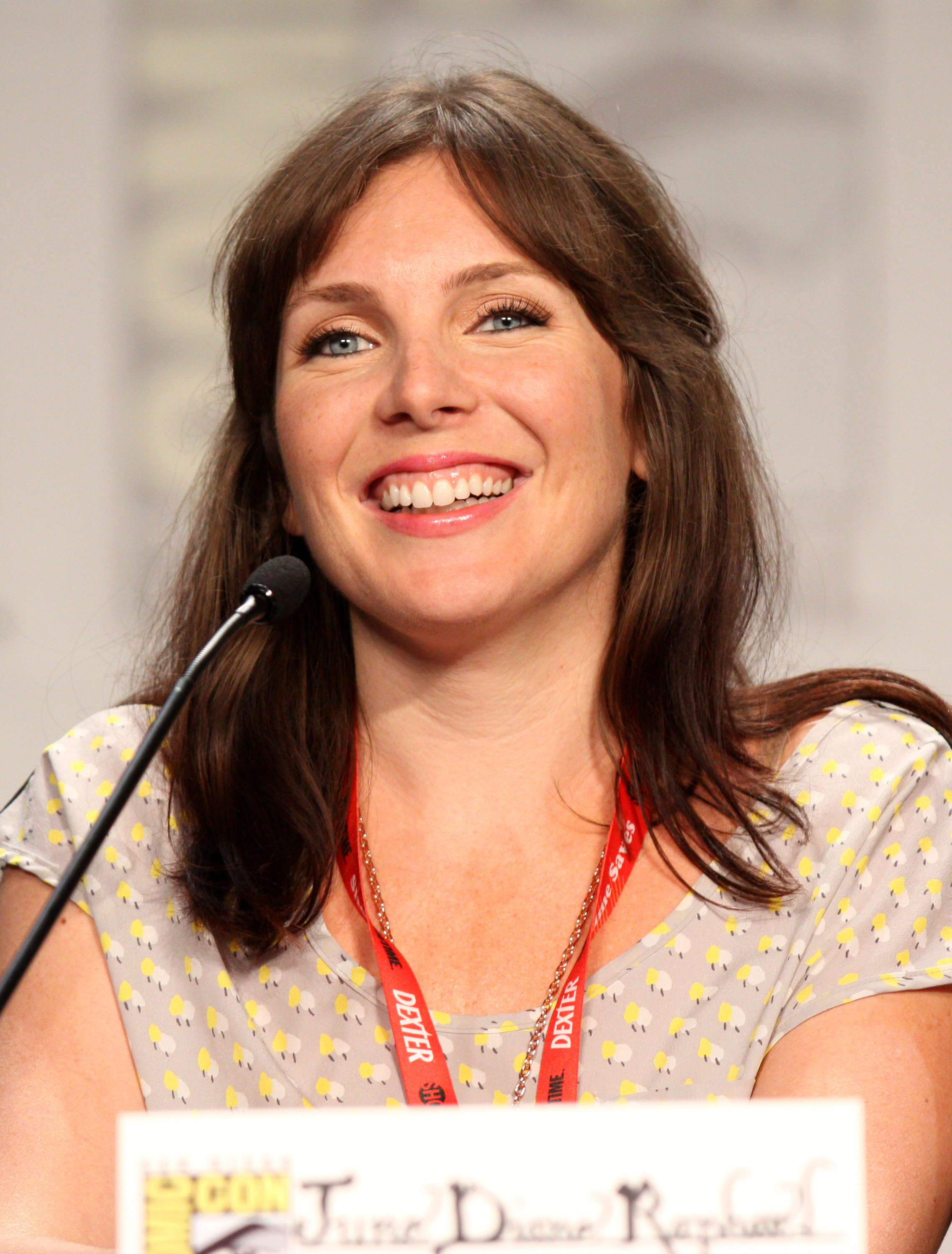
June Diane Raphael al San Diego Comic-Con International nel 2011
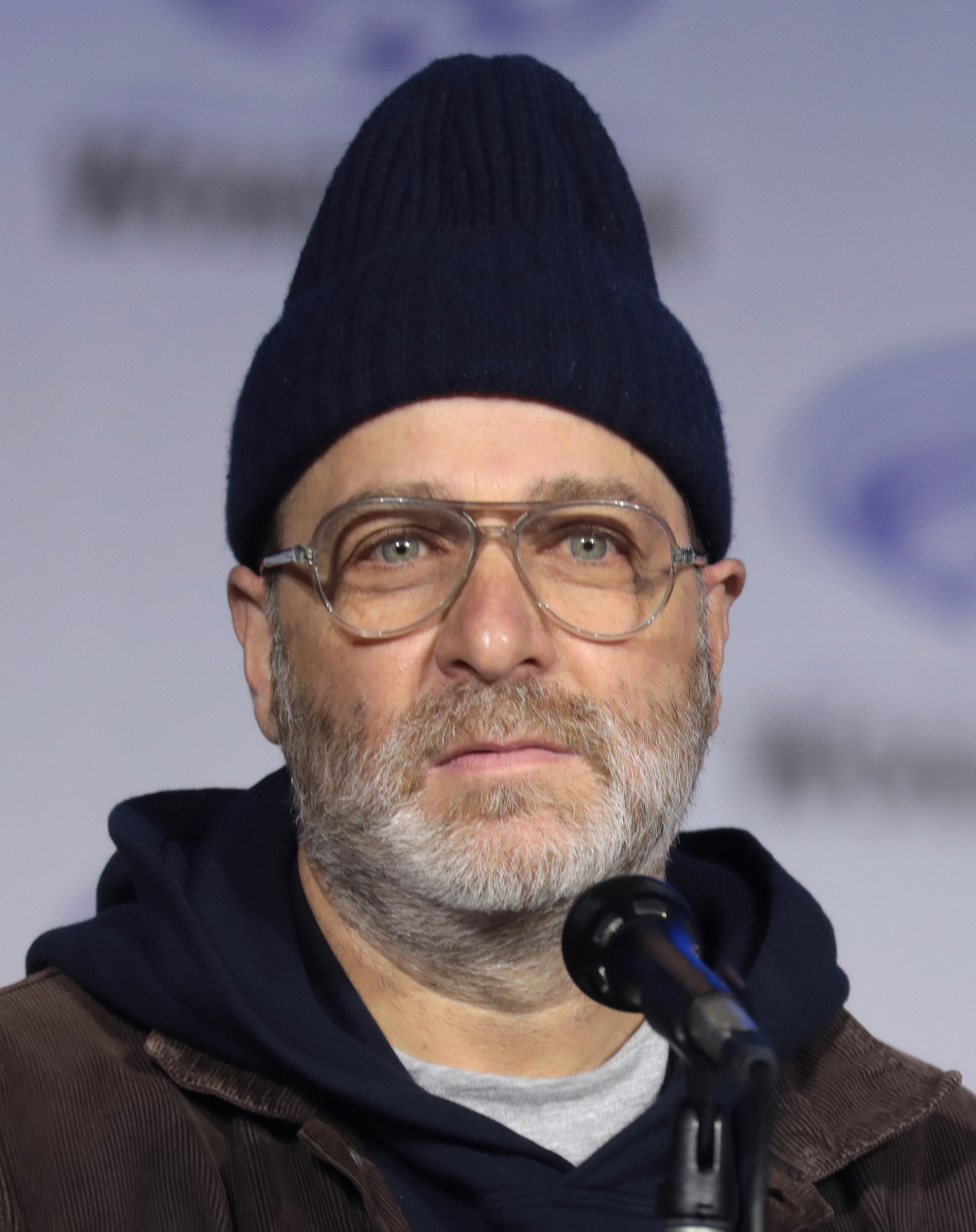
H. Jon Benjamin al WonderCon nel 2022
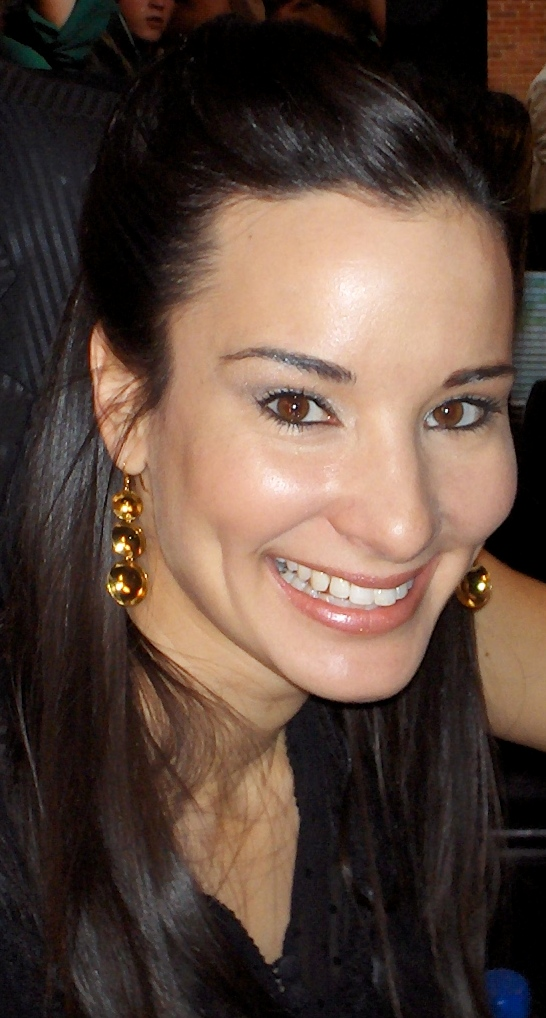
Alison Becker nel 2006